# Menes
Menes je po tradiciji prvi staroegipčanski kralj (faraon), ki je okoli leta 3000 pr. n. št. združil spodnji in zgornji Egipt. ). Za prestolnico je določil mesto Memfis, državo pa je razdelil na 42 okrožij ali nomov, ki so jim vladali nomarhi. Ti so kmalu dosegli, da so bili njihovi položaji dedni, velikokrat so se tudi uprli faraonu. Z izumrtjem 8. dinastije je propadla stara država. Egipt je razpadel na dva dela, sledilo je 200 let nevladja (različne dinastije so se vojskovale med seboj, ni bilo osrednjega vodstva), državljanskih vojn in uporov.